# Décimo Junio Bruto Albino
Décimo Junio Bruto Albino (en latín, Decimus Iunius Brutus Albinus; 85 a. C./81 a. C. -43 a. C.) fue un político y militar romano que vivió durante el siglo I a. C. A pesar de ser un primo lejano del dictador Julio César, Bruto fue uno de sus principales asesinos. No debe ser confundido con Marco Junio Bruto, otro miembro de la familia de los Junios Brutos que también participó en el complot.

## Vida

### Juventud
Bruto pasó su juventud en Roma en compañía de Publio Clodio Pulcro y Marco Antonio. Era hijo de Sempronia, hija de Sempronio Tuditano, y Décimo Junio Bruto que fue cónsul en el año 77 a. C. Bruto fue adoptado por Aulo Postumio Albino (de ahí viene su cognomen Albino).

### Guerra de las Galias y guerra civil
Sirvió como legatus en el ejército de César durante la guerra de las Galias y recibió el mando de la flota para combatir contra el pueblo galo de los vénetos en 56 a. C. En una decisiva batalla, Bruto tuvo éxito en la destrucción de la flota véneta. Con el uso de ganchos con forma de hoz ensamblados en largos postes, atacó a los barcos del enemigo. Así, quedaron inmovilizados y a merced de los equipos de abordaje romanos. Bruto también sirvió contra Vercingétorix en el año 52 a. C.
Cuando estalló la segunda guerra civil, Bruto escogió el bando de su general, que le proporcionó el mando de otra flota de operaciones.
La ciudad griega de Massilia (actualmente Marsella) tomó partido por Pompeyo. César, que marchaba a toda prisa hacia Hispania —a fin de doblegar al ejército pompeyano comandado por Lucio Afranio y Marco Petreyo que Pompeyo había dejado allí estacionado—, dejó a Bruto al mando de la flota que sostenía el bloqueo naval a la ciudad mientras él proseguía su camino. Bruto realizó un bloqueo tan intenso que en menos de treinta días la ciudad se rindió.

### Idus de marzo
Cuando César volvió a Roma como dictador, Bruto se unió a la conspiración anticesariana convencido por su pariente Marco Junio Bruto. Sin embargo, César siguió confiando en él e incluso le mencionó en su testamento.
Obtuvo el cargo de pretor como un nombramiento personal de César en 44 a. C y recibió el gobierno de la provincia romana de la Galia Cisalpina en 43 a. C.
Cuando César dudó si ir a la sesión del Senado debido al mal presentimiento que tenía su esposa Calpurnia. Décimo Junio Bruto persuadió a César para que acudiera ridiculizando los malos presentimientos de la esposa. Según el historiador Nicolás de Damasco, fue el tercero en apuñalar a César, clavándole el arma en el costado. Existe la posibilidad de que la famosa frase de César antes de morir fuera dirigida a él, ya que fue su lugarteniente en la Galia y uno de sus herederos.

### Huida y muerte
Los asesinos recibieron una amnistía general al día siguiente promovida por el Senado a instigación de Antonio, el cónsul del año junto a César. Pero la situación se estaba tornando cada vez más difícil. Los romanos y los legionarios veteranos de César exigían que los asesinos recibieran su castigo. Estos decidieron huir. Marco Bruto, valiéndose de su cargo de pretor peregrino, huyó de la ciudad. Los conspiradores se vieron envueltos en una auténtica corriente de odio y temieron su propia muerte. Bruto Albino huyó a su provincia de la Galia Cisalpina en 43 a. C. y empezó a reclutar su propio ejército. Cuando el Senado le exigió que entregara su provincia a Antonio, Bruto se negó. Antonio respondió a este acto de provocación declarando enemigo público a Bruto. Antonio derrotó a Décimo Bruto y retomó el control de la provincia. 
En 43 a. C., Bruto tomó Mutina y empezó a acumular provisiones preparándose para un largo sitio. Antonio sitió a Décimo Bruto, pretendiendo rendirlo por hambre.
Sin embargo, los cónsules del año, Aulo Hircio y Cayo Vibio Pansa, marcharon al norte de Italia para levantar el sitio. El Senado, dirigido por Marco Tulio Cicerón, se inclinaba a considerar a Marco Antonio un enemigo de la patria. El heredero de diecinueve años de César, Cayo Julio César Octaviano, ya había obtenido el rango de pretor y acompañó a Pansa al norte. El primer enfrentamiento tuvo lugar el 14 de abril en la batalla de Forum Gallorum, donde Antonio esperaba poder llegar a un acuerdo con sus oponentes. Antonio derrotó a las fuerzas de Pansa y Octaviano. Aunque Pansa sufrió heridas mortales, Antonio fue derrotado por un ataque por sorpresa de Aulo Hircio. Una segunda batalla tuvo lugar el 21 de abril en Mutina en la que Hircio derrotó de forma aplastante a Antonio. A pesar de ello Hircio murió en la batalla. Antonio levantó el sitio y marchó para unirse a Marco Emilio Lépido, Publio Ventidio Baso y Lucio Munacio Planco.
Con el sitio levantado, Décimo Bruto se apresuró a agradecer al ahora comandante de las legiones, Octavio, que le respondió fríamente que no se sentía feliz de ayudar a uno de los asesinos de César. Octavio le concedió el mando de la guerra contra Antonio. Sin embargo, su posición se deterioraba por momentos, pues muchos de sus soldados se pasaban al ejército de Cayo Julio César Octaviano. Por eso intentó llegar a Macedonia para unirse a Marco Junio Bruto y Cayo Casio Longino, pero de camino fue capturado y ejecutado por un jefe galo leal a Antonio, siendo el tercero de los asesinos de Cayo Julio César en morir, tras Cayo Trebonio y  Poncio Aquila. 